# Roquetes
Roquetes è un comune spagnolo di 6 650 abitanti situato nella comunità autonoma della Catalogna.